# Friedrich Bohl
Friedrich Bohl (ur. 5 marca 1945 w Rosdorfie) – niemiecki polityk i prawnik, członek Unii Chrześcijańsko-Demokratycznej (CDU), deputowany do Bundestagu, minister do zadań specjalnych oraz szef Urzędu Kanclerza Federalnego (1991–1998).

## Życiorys
W 1964 uzyskał maturę, po czym podjął studia prawnicze na Uniwersytecie w Marburgu. W 1969 i 1972 zdał państwowe egzaminy prawnicze I oraz II stopnia. Praktykował jako adwokat i notariusz.
W pierwszej połowie lat 60. wstąpił do Unii Chrześcijańsko-Demokratycznej i jej organizacji młodzieżowej Junge Union. Pełnił różne funkcje w lokalnych strukturach CDU i JU, w latach 1974–1990 przewodniczył frakcji radnych chadeków w radzie powiatu Marburg-Biedenkopf. Od 1970 do 1980 sprawował mandat posła do landtagu Hesji. W 1980 po raz pierwszy zasiadał w Bundestagu. Członkiem niższej izby federalnego parlamentu było do 2002, gdy nie ubiegał się o ponowny wybór.
W międzyczasie stał się jednym z najbliższych współpracowników kanclerza Helmuta Kohla. W listopadzie 1991 dołączył do jego czwartego rządu jako minister do zadań specjalnych i szef Urzędu Kanclerza Federalnego. Stanowiska te zajmował również w ostatnim gabinecie Helmuta Kohla do października 1998. Zarzucano mu, że z komputerów w Fundacji Konrada Adenauera usunął pliki związane z nielegalnym finansowaniem CDU. Jednak wobec braku dowodów postępowanie wobec niego umorzono w 2003.
Od 1998 Friedrich Bohl pozostawał już związany z sektorem prywatnym, pełniąc kierownicze funkcje m.in. w przedsiębiorstwie finansowym Deutsche Vermögensberatung.